# 國家銀行大廈 (貝爾格勒)
國家銀行大廈是位於塞爾維亞首都貝爾格勒的一座建築，也是塞爾維亞國家銀行的所在地。國家銀行大廈是貝爾格勒的地標建築。